# Rezolucija Vijeća sigurnosti UN-a 758
Rezolucijom Vijeća sigurnosti UN-a 758, jednoglasno usvojenom 8. lipnja 1992., nakon ponovnog potvrđivanja rezolucija 713 (1991.), 721 (1991.), 724 (1991.), 727 (1992.), 740 (1992.), 743 (1992.), 749 (1992.), 752 (1992.) i 757 (1992.), Vijeće je, u skladu s izvješćem glavnog tajnika Butrosa Butrosa-Galija, odlučilo proširiti mandat i snagu Zaštitnih snaga Ujedinjenih naroda (UNPROFOR) u bivšoj Jugoslaviji.
Vijeće je ovlastilo glavnog tajnika da rasporedi vojne promatrače i drugo osoblje, ali da traži dopuštenje od Vijeća kako bi poslao dodatno osoblje prema zaštitnim snagama nakon što su ispunjeni potrebni uvjeti za Snage, uključujući prekid vatre. Također je osudila sve strane odgovorne za kršenje primirja, pozivajući ih da se pridržavaju navedenog prekida vatre.
Na kraju, rezolucija je pozvala sve strane da zajamče sigurnost humanitarnih radnika i dostavu pomoći u Sarajevo i druga područja u Bosni i Hercegovini. Strane se nisu složile s ovim prijedlogom, a Rezolucija 770 izdana je u skladu s Poglavljem VII Povelje Ujedinjenih naroda kojom se zahtijeva omogućavanje sigurne dostave humanitarne pomoći, te je stoga bila pravno obvezujuća.

## Vanjske poveznice
| Wikizvor | Engleski Wikizvor ima izvorni tekst na temu: United Nations Security Council Resolution 758 |

- Text of the Resolution at undocs.org